# Антонина обернулась
«Антонина обернулась» — российский драматический художественный фильм 2007 года режиссёра Григория Никулина по сценарию Ивана Вырыпаева.

## Сюжет
Антонина (Эра Зиганшина), пробуждаясь после необычного сна, понимает, что вся её жизнь была фальшивкой и прожита рядом не с теми людьми и ради не тех людей и вообще не так, как она сама того хотела.

## В ролях
- Эра Зиганшина — Антонина
- Сергей Дрейден — Николай Иванович, муж Антонины
- Александр Баргман — Лев Борисович
- Юрий Шевчук — Аркаша, пациент психбольницы
- Татьяна Ткач — Лера
- Вячеслав Захаров — генерал
- Марина Солопченко — Надежда
- Евгения Игумнова — официантка
- Виталий Коваленко —   мясник-философ
- Владимир Норенко —   Илья Моисеевич
- Полина Маликова —   Ангел

## Награды и номинации
- Меридианы Тихого 2009: Приз от генерального партнёра фестиваля ОАО УСК «Мост»
- Московский международный кинофестиваль 2009: конкурсная программа